# Эль-Тамбо (Нариньо)
Эль-Тамбо (исп. El Tambo) — город и муниципалитет на юго-западе Колумбии, на территории департамента Нариньо. Входит в состав провинции Гуамбуяко.

## История
Поселение, из которого позднее вырос город, было основано 23 января 1573 года. Муниципалитет Эль-Тамбо был выделен в отдельную административную единицу в 1870 году.

## Географическое положение
Город расположен на востоке центральной части департамента, в горной местности Центральной Кордильеры, на расстоянии приблизительно 20 километров к северо-западу от города Пасто, административного центра департамента. Абсолютная высота — 2419 метров над уровнем моря.
Муниципалитет Эль-Тамбо граничит на севере с территорией муниципалитета Таминанго, на востоке — с муниципалитетом Чачагуи, на юго-востоке и юге — с муниципалитетом Ла-Флорида, на юго-западе — с муниципалитетом Сандона, на западе — с муниципалитетом Линарес, на северо-западе — с муниципалитетом Эль-Пеньоль. Площадь муниципалитета составляет 344 км².

## Население
По данным Национального административного департамента статистики Колумбии, совокупная численность населения города и муниципалитета в 2015 году составляла 12 271 человек.
Динамика численности населения муниципалитета по годам:
| 2005   | 2006   | 2007   | 2008   | 2009   | 2010   | 2011   | 2012   | 2013   | 2014   | 2015   |
| ------ | ------ | ------ | ------ | ------ | ------ | ------ | ------ | ------ | ------ | ------ |
| 14 146 | 13 946 | 13 760 | 13 564 | 13 373 | 13 186 | 13 006 | 12 817 | 12 638 | 12 448 | 12 271 |

Согласно данным переписи 2005 года мужчины составляли 50 % от населения Эль-Тамбо, женщины — соответственно также 50 %. В расовом отношении белые и метисы составляли 99,8 % от населения города; негры, мулаты и райсальцы — 0,2 %.
Уровень грамотности среди всего населения составлял 87,2 %.

## Экономика
Основу экономики Эль-Тамбо составляют сельское хозяйство и добыча полезных ископаемых.
62,8 % от общего числа городских и муниципальных предприятий составляют предприятия торговой сферы, 24,2 % — предприятия сферы обслуживания, 12,4 % — промышленные предприятия, 0,6 % — предприятия иных отраслей экономики.